# Первухин, Василий Алексеевич
Васи́лий Алексе́евич Перву́хин (1 января 1956, Пенза, РСФСР, СССР) — советский и российский хоккеист, защитник. Заслуженный мастер спорта СССР (1978). Тренер.

## Биография
Игрок «Дизелист» (Пенза, 1974—1976), «Динамо» (Москва, 1976-89).
В «Динамо» играл сначала в паре с Валерием Васильевым, а затем — с Зинэтулой Билялетдиновым.
Олимпийский чемпион 1984 года, обладатель Кубка вызова года, серебряный призёр Олимпийских игр 1980 года, 6-кратный чемпион мира (1978, 1979, 1981, 1982, 1983, 1986), 8-кратный чемпион Европы (1978, 1979, 1981-83, 1985-87).
Обладатель Кубка Канады 1981 года, финалист розыгрыша Кубка Канады 1987, участник розыгрыша Кубка Канады 1984.
Второй призёр ЧМ 1987, третий призёр ЧМ 1977, 1985.
Обладатель Кубка СССР 1976 г. Финалист розыгрыша Кубка СССР 1979 и 1988. Второй призёр чемпионатов СССР 1977—1980 и 1985—1987, третий призёр 1981—1983 и 1988.
В чемпионатах СССР и России Первухин провел 703 матча и забросил 93 шайбы. В ЧМЕ и ЗОИ — 92 матча, 4 гола. В турнирах Кубка Канады — 20 матчей.
В 1989—1995 в качестве играющего тренера выступал за японский «Одзи Сейси». Одновременно с этим был тренером-консультантом японской команды.
В 1996 году вернулся в Москву, работал играющим тренером «Крыльев Советов». В середине сезона перешел в «Северсталь» (Череповец).
В 1997—1999 отыграл два сезона и «Молота-Прикамье» (Пермь, 1997-99).
Главный тренер «Молота-Прикамье» в 1999—2000.
Главный тренер «Металлургса» (Лиепая, Латвия) в 2001—2003 гг. Вместе с командой стал чемпионом Латвии 2002 и чемпионом Восточно-Европейской хоккейной лиги 2002.
Главный тренер «Дизеля» (Пенза) в 2003—2005 гг.
Тренер по хоккею Федерации хоккея Японии с 2005 г.

### Семья
Женат, две дочери.

## Награды
- Орден Александра Невского (6 июня 2023) — за высокие спортивные достижения, большой вклад в популяризацию отечественного спорта и активное участие в развитии физической культуры страны[2]
- Орден «Знак Почёта» (07.07.1978, 1981)
- Орден Дружбы народов (1984)
- Орден Дружбы (1996)
- Медаль ордена «За заслуги перед Отечеством» II степени (2011).

## Цитаты
Защитник «Динамо» и сборной СССР Михаил Татаринов о Василии Первухине:
Для меня один герой – Вася Первухин. Сегодня бы играл – никто бы на Дацюка внимания не обращал. Бывают защитники, у которых четыре глаза. Мало у кого – шесть. А у Васи – восемь! Я играл против Гретцки, Лемье, Ларионова. Но лучше Первухина хоккеиста не видел! Спиной катался быстрее, чем некоторые звезды лицом. Шнурки вообще не завязывал – и как на нем коньки держались? Форму надевал за четыре минуты. В раздевалку заходит последним, а на льду – раньше всех»